# Hickory Valley
Hickory Valley és una població dels Estats Units a l'estat de Tennessee. Segons el cens del 2000 tenia 136 habitants.

## Demografia
Segons el cens del 2000, Hickory Valley tenia 136 habitants, 59 habitatges, i 35 famílies. La densitat de població era de 164,1 habitants/km².
Dels 59 habitatges en un 23,7% hi vivien nens de menys de 18 anys, en un 47,5% hi vivien parelles casades, en un 11,9% dones solteres, i en un 39% no eren unitats familiars. En el 35,6% dels habitatges hi vivien persones soles el 22% de les quals corresponia a persones de 65 anys o més que vivien soles. El nombre mitjà de persones vivint en cada habitatge era de 2,31 i el nombre mitjà de persones que vivien en cada família era de 3,03.
Per edats la població es repartia de la següent manera: un 23,5% tenia menys de 18 anys, un 7,4% entre 18 i 24, un 22,1% entre 25 i 44, un 30,9% de 45 a 60 i un 16,2% 65 anys o més.
L'edat mediana era de 44 anys. Per cada 100 dones de 18 o més anys hi havia 100 homes.
La renda mediana per habitatge era de 15.313 $ i la renda mediana per família de 22.500 $. Els homes tenien una renda mediana de 21.875 $ mentre que les dones 14.688 $. La renda per capita de la població era de 8.935 $. Entorn del 18,4% de les famílies i el 16,2% de la població estaven per davall del llindar de pobresa.

## Poblacions més properes
El següent diagrama mostra les poblacions més properes.